# Хофт, Герард
Ге́рард Хо́фт (Герард эт Хоофт, нидерл. Gerardus (Gerard) ’t Hooft; род. 5 июля 1946, Ден-Хелдер, Северная Голландия) — голландский физик-теоретик, профессор Утрехтского университета (Нидерланды), лауреат Нобелевской премии по физике за 1999 год (совместно с Мартинусом Велтманом).
Член Нидерландской королевской академии наук (1982), иностранный член Национальной академии наук США (1984), Французской академии наук (1995), Российской академии наук (2019).

## Биография
Родился 5 июля 1946 года в Ден-Хелдере, но вырос в Гааге. Он был средним из трёх детей в семье. Происходит из семьи учёных. Его бабушка была сестрой лауреата Нобелевской премии Фрица Цернике и была замужем за Питером Николасом ван Кампеном, который был известным профессором зоологии в Лейденском университете. Его дядя Нико ван Кампен был (заслуженным) профессором теоретической физики в Утрехтском университете. Мать не стала заниматься наукой и вышла замуж за морского инженера. Следуя по стопам своей семьи, он проявил интерес к науке в раннем возрасте. Когда его учитель начальной школы спросил его, кем он хочет быть, когда вырастет, он смело заявил: «Человек, который знает всё».
После начальной школы Герард учился в лицее Дальтона, применявшего идеи Дальтон-план. Этот метод обучения хорошо подходил ему. Он легко проходил курсы естествознания и математики, но ему трудно давались языковые курсы. Тем не менее, он прошел уроки на английском, французском, немецком, классическом греческом и латыни. В шестнадцать лет он получил серебряную медаль на второй голландской математической олимпиаде.
Женат на Альберте Шик (Беттеке). Имеет двух дочерей, Саскию и Эллен.

## Образование
По окончании средней школы в 1964 году поступил на программу по физике в Утрехтском университете. Выбор Утрехта вместо гораздо более близкого Лейдена связан с тем, что его дядя был там профессором, и он хотел посещать его лекции. Поскольку он был так сосредоточен на науке, его отец настоял, чтобы он присоединился к Студенческому корпусу Утрехта, в надежде, что он добьётся хороших результатов ещё в чём-то помимо учёбы. В какой-то степени это сработало, во время учёбы он был рулевым в гребном клубе «Тритон» и организовал национальный конгресс для студентов-естественников с научным дискуссионным клубом «Кристиан Гюйгенс».

## Карьера
В 1972 получил степень доктора философии в области теоретической физики в Утрехтском университете (профессор с 1977 года).
Вместе со своим научным руководителем Мартинусом Велтманом развил теорию, которая помогла прояснить квантовую структуру электрослабых взаимодействий. Эту теорию создали в 1960-е годы Шелдон Глэшоу, Абдус Салам и Стивен Вайнберг, предположившие, что слабое и электромагнитное взаимодействия являются проявлением единого электрослабого взаимодействия. Но применение этой теории для расчёта свойств предсказанных ею частиц было безрезультатным.
Разработанные Хофтом и Велтманом математические методы ренормализации янг-миллсовских полей, как безмассовых, так и получающих массу вследствие спонтанного нарушения симметрии, позволили рассчитать некоторые эффекты электрослабого взаимодействия, в частности, оценить массы промежуточных векторных бозонов W± и Z0, предсказанных теорией и вскоре после этого открытых экспериментально, причём полученные значения хорошо согласовывались с экспериментальными данными. Методом Велтмана и Хофта также была рассчитана масса топ-кварка, экспериментально обнаруженного в 1995 году в Национальной лаборатории им. Э. Ферми (США).
Поддерживает проект Mars One, целью которого является основание колонии на Марсе путём создания реалити-шоу.

## Общественная деятельность
В 2016 году подписал письмо с призывом к Greenpeace, Организации Объединённых Наций и правительствам всего мира прекратить борьбу с генетически модифицированными организмами (ГМО).

## Награды, премии
- Премия Дэнни Хайнемана в области математической физики (1979)
- Премия Вольфа по физике (1981)
- Золотая медаль Пия XI (1983)
- Золотая медаль Лоренца (1986)
- Медаль Франклина (1995)
- Премия Спинозы (1995)
- Золотая медаль Джанкарло Вика (1997)
- Премия в области физики частиц и физики высоких энергий (1999)
- Серебряная медаль Оскара Клейна (1999)
- Нобелевская премия по физике (1999)
- Большая золотая медаль имени М. В. Ломоносова (2010)
- Серебряная медаль председателя Сената Чехии (2015)[18]
- Медаль Почёта Института Нильса Бора (2016)

Именем Хофта назван астероид 9491 Тхоофт.

## Избранная библиография
- Г. ’т Хоофт. Введение в общую теорию относительности. — Ижевск: НИЦ РХД, 2002. — 96 с. — ISBN 5-93972-114-1
- Г. ’т Хоофт. Избранные лекции по математической физике. — Ижевск: ИКИ, 2008. — 228 c. — ISBN 978-5-93972-708-2